# ソーユーシンク
ソーユーシンク (So You Think) はニュージーランドで生産されオーストラリア（のちにアイルランド）で調教を受けた競走馬。

## 現役時代

### 2009年
デビュー戦を勝利したあと、準重賞2着を挟んで挑んだグローミングステークスで重賞初制覇。その後コーフィールドギニーでG1初出走を果たすが5着に敗れる。しかし、古馬との初対決となったコックスプレートを3歳馬ながら制してG1初制覇を果たすと、エミレーツステークスでも2着に食い込み、G1戦線でも戦っていける力を証明してみせた。

### 2010年
約10か月の休養を経て挑んだ復帰戦メムジーステークスを勝利し、続くアンダーウッドステークス、ヤルンバステークスとG1を連勝した。1番人気に推されたコックスプレートでも難なく勝利し、この年4戦4勝で地元の大舞台を連覇した。さらに連闘で挑んだマッキノンステークスでも4馬身差で快勝し、メルボルンカップの大本命に推されることになった。しかし、中2日の強行ローテーションで挑んだメルボルンカップではフランスの伏兵アメリケインに敗れ、連勝もストップしてしまった。この後アイルランドのクールモアグループへの売却が発表され、翌年からアイルランドに移籍することが決まった。この出来事に関して、カミングス調教師は「大恐慌時代のファーラップに似ている。今回の事件はオーストラリア競馬にとって大きな悲劇である。」と語った。

### 2011年
移籍緒戦となったムーアズブリッジステークスを10馬身差で圧勝し欧州初勝利を挙げると、続くタタソールズゴールドカップで欧州G1初勝利を挙げた。プリンスオブウェールズステークスでは単勝1.4倍の1番人気に推されたがリワイルディングのクビ差の2着に敗れる。エクリプスステークスではワークフォースに半馬身差で勝利し、G1競走7勝目を挙げた。アイリッシュチャンピオンステークスでは2番手追走から直線で先頭に立つと、中団から追い上げるスノーフェアリーを1/2馬身差抑えて勝利しG1競走8勝目を挙げた。凱旋門賞では後方から追い上げてくるも伏兵デインドリームの4着に敗れた。チャンピオンステークスでは3番手追走から直線に向いたあたりで先頭に立つが背後でマークしていたシリュスデゼーグルが外から並びかけ叩き合いの末交わされ2着。その後アメリカ合衆国に遠征しブリーダーズカップ・クラシックに出走したが6着に敗れた。

### 2012年
2012年初戦はドバイに遠征し、3月31日のドバイワールドカップに出走、道中3番手を追走するが直線で伸びきれず4着に敗れた。その後5月27日のタターソールズゴールドカップに出走し同競走の2連覇を達成した。ロイヤルアスコット開催（6月20日）のプリンスオブウェールズステークスでは、エリザベス女王の持ち馬カールトンハウス（Carlton House） を下して優勝し、前年2着の雪辱を果たした。この後エクリプスステークスに出走予定だったが故障発生して引退、種牡馬入りした。

### 競走成績
| 競走日     | 競馬場                 | 競走名                     | 格 | 距離      | 着順 | 着差      | 騎手             | 1着馬（2着馬）     |
| ---------- | ---------------------- | -------------------------- | -- | --------- | ---- | --------- | ---------------- | ------------------ |
| 2009.05.20 | ローズヒルガーデンズ   | 2歳メトロポリタン未勝利    |    | 芝1400m   | 1着  | 1.3馬身   | H.ボウマン       | (Shamash)          |
| 0000.09.05 | ロイヤルランドウィック | ミンダイナスティクオリティ | LR | 芝1400m   | 2着  | 0.1馬身   | G.スコフィールド | More Than Great    |
| 0000.09.19 | ローズヒルガーデンズ   | グローミングS              | G3 | 芝1800m   | 1着  | 0.8馬身   | H.ボウマン       | (Gathering)        |
| 0000.10.10 | コーフィールド         | コーフィールドギニー       | G1 | 芝1600m   | 5着  | 4.9馬身   | M.ロッド         | Starspangledbanner |
| 0000.10.24 | ムーニーバレー         | コックスプレート           | G1 | 芝2040m   | 1着  | 2.5馬身   | G.ボス           | (Manhattan Rain)   |
| 0000.11.07 | フレミントン           | エミレーツS                | G1 | 芝1600m   | 2着  | 2.5馬身   | G.ボス           | All American       |
| 2010.08.28 | コーフィールド         | メムジーS                  | G2 | 芝1400m   | 1着  | 0.5馬身   | S.アーノルド     | (Whobegotyou)      |
| 0000.09.18 | コーフィールド         | アンダーウッドS            | G1 | 芝1800m   | 1着  | 2.3馬身   | S.アーノルド     | (Dariana)          |
| 0000.10.09 | コーフィールド         | ヤルンバS                  | G1 | 芝2000m   | 1着  | 3.3馬身   | S.アーノルド     | (Alcopop)          |
| 0000.10.23 | ムーニーバレー         | コックスプレート           | G1 | 芝2040m   | 1着  | 1.3馬身   | S.アーノルド     | (Zipping)          |
| 0000.10.30 | フレミントン           | マッキノンS                | G1 | 芝2000m   | 1着  | 3.8馬身   | S.アーノルド     | (Descarado)        |
| 0000.11.02 | フレミントン           | メルボルンC                | G1 | 芝3200m   | 3着  | 3.3馬身   | S.アーノルド     | Americain          |
| 2011.05.02 | カラ                   | ムーアズブリッジS          | G3 | 芝10f     | 1着  | 10馬身    | S.ヘファーナン   | (Bob Le Beau)      |
| 0000.05.22 | カラ                   | タタソールズゴールドC      | G1 | 芝10f110y | 1着  | 4 1/2馬身 | R.ムーア         | (CampanoloGIst)    |
| 0000.06.15 | アスコット             | プリンスオブウェールズS    | G1 | 芝10f     | 2着  | クビ      | R.ムーア         | Rewilding          |
| 0000.07.02 | サンダウンパーク       | エクリプスS                | G1 | 芝10f7y   | 1着  | 1/2馬身   | S.ヘファーナン   | (Work Force)       |
| 0000.09.03 | レパーズタウン         | 愛チャンピオンS            | G1 | 芝10f     | 1着  | 1/2馬身   | S.ヘファーナン   | (Snow Fairy)       |
| 0000.10.02 | ロンシャン             | 凱旋門賞                   | G1 | 芝2400m   | 4着  | 5 3/4馬身 | S.ヘファーナン   | Danedream          |
| 0000.10.15 | アスコット             | チャンピオンS              | G1 | 芝10f     | 2着  | 3/4馬身   | R.ムーア         | Cirrus des Aigles  |
| 0000.11.05 | チャーチルダウンズ     | BCクラシック               | G1 | ダート10f | 6着  | 3 1/4馬身 | R.ムーア         | Drosselmeyer       |
| 2012.03.31 | メイダン               | ドバイWC                   | G1 | AW10f     | 4着  | 4馬身     | J.オブライエン   | Monterosso         |
| 0000.05.27 | カラ                   | タターソールズゴールドC    | G1 | 芝10f110y | 1着  | 6馬身     | J.オブライエン   | (Famous Name)      |
| 0000.06.20 | アスコット             | プリンスオブウェールズS    | G1 | 芝10f     | 1着  | 2 1/4馬身 | J.オブライエン   | (Carlton House)    |

## 種牡馬時代

### 主な産駒
- 2013年産
  - Inference - ランドウィックギニーズ
  - La Bella Diosa - ニュージーランドダービー
- 2014年産
  - D’Argento - ローズヒルギニー
  - Sopressa - オーストララシアンオークス
- 2015年産
  - Nakeeta Jane - サラウンドステークス
  - Think It Over - ジョージライダーステークス、クイーンエリザベスステークス、ベリーエレガントステークス
  - Knights Order - シドニーカップ
- 2016年産
  - Quick Thinker - オーストラリアンダービー
  - Nimalee - クイーンオブザターフステークス
- 2017年産
  - Palaisipan - タタソールズティアラ
- 2018年産
  - Think About It - キングスフォードスミスカップ、ストラドブロークハンデキャップ
- 2021年産
  - You Wahng - クイーンズランドオークス

## 血統表
| ソーユーシンクの血統（サドラーズウェルズ系） / Northern Dancer3×4=18.75%） | ソーユーシンクの血統（サドラーズウェルズ系） / Northern Dancer3×4=18.75%） | ソーユーシンクの血統（サドラーズウェルズ系） / Northern Dancer3×4=18.75%） | （血統表の出典） | （血統表の出典） |
| 父 High Chaparral 1999 鹿毛                                                | 父の父Sadler's Wells 1981 鹿毛                                             | Northern Dancer                                                            | Nearctic         | Nearctic         |
| 父 High Chaparral 1999 鹿毛                                                | 父の父Sadler's Wells 1981 鹿毛                                             | Northern Dancer                                                            | Natalma          |                  |
| 父 High Chaparral 1999 鹿毛                                                | 父の父Sadler's Wells 1981 鹿毛                                             | Fairy Bridge                                                               | Bold Reason      | Bold Reason      |
| 父 High Chaparral 1999 鹿毛                                                | 父の父Sadler's Wells 1981 鹿毛                                             | Fairy Bridge                                                               | Special          |                  |
| 父 High Chaparral 1999 鹿毛                                                | 父の母Kasora 1993 鹿毛                                                     | Darshaan                                                                   | Shirley Heights  | Shirley Heights  |
| 父 High Chaparral 1999 鹿毛                                                | 父の母Kasora 1993 鹿毛                                                     | Darshaan                                                                   | Delsy            |                  |
| 父 High Chaparral 1999 鹿毛                                                | 父の母Kasora 1993 鹿毛                                                     | Kozana                                                                     | Kris             | Kris             |
| 父 High Chaparral 1999 鹿毛                                                | 父の母Kasora 1993 鹿毛                                                     | Kozana                                                                     | Koblenza         |                  |
| 母 Triassic 1990 鹿毛                                                      | 母の父Tights 1981 鹿毛                                                     | Nijinsky II                                                                | Northern Dancer  | Northern Dancer  |
| 母 Triassic 1990 鹿毛                                                      | 母の父Tights 1981 鹿毛                                                     | Nijinsky II                                                                | Flaming Page     |                  |
| 母 Triassic 1990 鹿毛                                                      | 母の父Tights 1981 鹿毛                                                     | Dancealot                                                                  | Round Table      | Round Table      |
| 母 Triassic 1990 鹿毛                                                      | 母の父Tights 1981 鹿毛                                                     | Dancealot                                                                  | Music Please     |                  |
| 母 Triassic 1990 鹿毛                                                      | 母の母Astral Row 1979 黒鹿毛                                               | Long Row                                                                   | Linacre          | Linacre          |
| 母 Triassic 1990 鹿毛                                                      | 母の母Astral Row 1979 黒鹿毛                                               | Long Row                                                                   | Front Row        |                  |
| 母 Triassic 1990 鹿毛                                                      | 母の母Astral Row 1979 黒鹿毛                                               | Pak Bun Bay                                                                | Matinee Idol     | Matinee Idol     |
| 母 Triassic 1990 鹿毛                                                      | 母の母Astral Row 1979 黒鹿毛                                               | Pak Bun Bay                                                                | Philipolo        |                  |

## 参考
1. ↑  http://www.smh.com.au/sport/horseracing/so-you-think-he-is-worth-60m-20101103-17e1x.html